# كأس الجبل الأسود 2010–11
كأس الجبل الأسود 2010–11 هو الموسم 5 من كأس الجبل الأسود. أقيم خلال الفترة 14 سبتمبر 2010 وحتى 25 مايو 2011، وأشرف على تنظيمه اتحاد الجبل الأسود لكرة القدم، وكان عدد الأندية المشاركة فيه 30، وفاز فيه نادي رودار بليفليا.